# Лукачешти (Сучава)
Лукачешти (рум. Lucăcești) насеље је у Румунији у округу Сучава у општини Драгојешти. Oпштина се налази на надморској висини од 450 m.

## Становништво
Према подацима из 2002. године у насељу је живело 277 становника, од којих су сви румунске националности.